# Leopardgecko
Der Leopardgecko oder Pakistanische Fettschwanzgecko (Eublepharis macularius) ist eine Art aus der Gattung der Leopardgeckos innerhalb der Unterfamilie der Lidgeckos (Eublepharinae). Sie sind Bewohner der trockenen und halbtrockenen Steppenlandschaften und trockenen Grasländer Asiens.

## Beschreibung

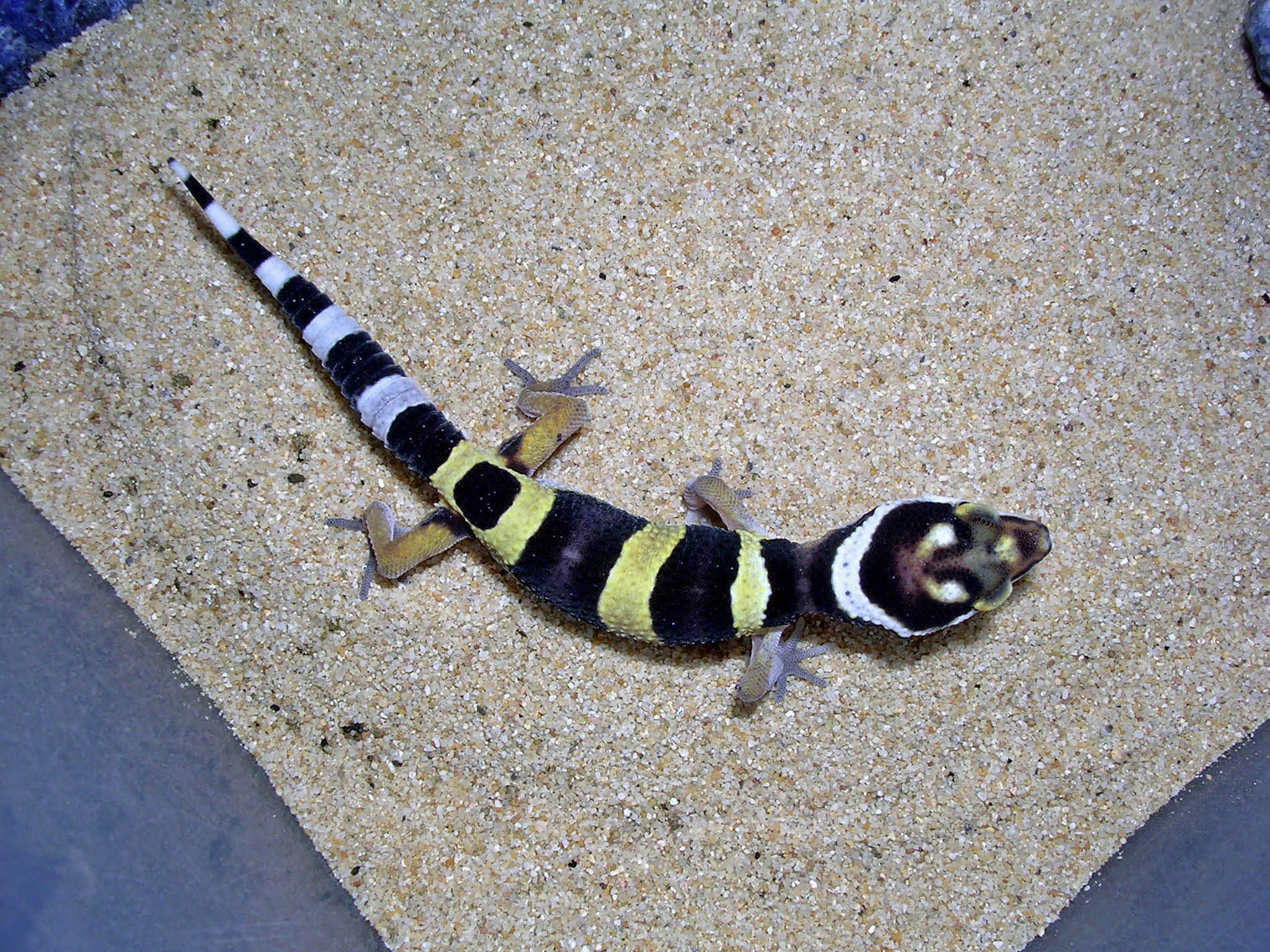
Jungtier

Leopardgeckos werden zwischen 25 und 30 Zentimeter lang. Sie werden bis zu 20 Jahre alt. Der Kopf ist recht lang und dreieckig. Er wird etwa halb so lang wie der Rumpf und weist auffällige Augenlider auf. Der im Ansatz fleischig verdickte, durch seine Beschuppung segmentartig gegliedert wirkende Schwanz erreicht etwa ein Drittel der Kopf-Rumpf-Länge. Der Körper von wildfarbigen Tieren (oftmals als Nominat bezeichnet) ist meist gelb bis grauviolett gefärbt und weist viele schwarzbraune Flecken und häufig einen hellen Rückenlängsstreifen auf. Die Schuppen sind feinkörnig, darunter liegen höckerige Erhebungen. Häufig kommt eine X- oder Y-förmige helle Zeichnung auf der Schnauze vor. Der Schwanz weist oft noch die Bänderung der Jugendzeichnung auf. Die Bauchseite ist glatt beschuppt und ohne Zeichnung. Alte Tiere sind oberseits oft einheitlich braun. Die Zehen weisen Krallen aber keine Haftlamellen auf.
Die Männchen sind kräftiger gebaut mit breiteren Köpfen und ausgeprägten Präanalporen. Jungtiere sind strohgelb mit dunkelbraunem Kopf und Hals, zwei dunkelbraunen Querflecken über dem Rumpf und schwarz-weiß gebändertem Schwanz.
In Gefangenschaft wurden viele weitere, zum Teil sehr farbenprächtige Farbformen gezüchtet.

## Lebensweise
Leopardgeckos sind dämmerungs- und nachtaktiv und verbringen den Tag unter Steinen oder in Höhlen. Leopardgeckos leben meist in lockeren Verbänden von bis zu 5 Tieren, wobei zu beachten ist, dass pro Gruppe nur ein Männchen vorkommt. Ob jedoch Leopardgeckos Einzelgänger sind oder soziale Gruppenbildung bevorzugen, ist heftig umstritten. Wenn sich Männchen begegnen, kann dies Revierkämpfe auslösen, die bis zum Tod eines der Tiere führen. Die Höhlen werden stellenweise selbst gegraben oder von anderen Tieren übernommen und erweitert. Sie bevorzugen dabei Orte mit gewisser Umgebungsfeuchtigkeit und kommen dort oft in größeren Zahlen vor. Während der Aktivitätsphase werden sie als sehr vital beschrieben und sind durch ihre Krallen (anstatt wie bei den meisten Geckos Haftlamellen an den Zehen) geschickte Kletterer. Aufgrund ihres wechselwarmen Wärmehaushalts nutzen sie nachts die noch vom Tag aufgeheizten Steine als Wärmequellen. Während der kühleren Jahreszeit halten die Tiere eine Winterruhe von einigen Monaten.

## Verbreitung

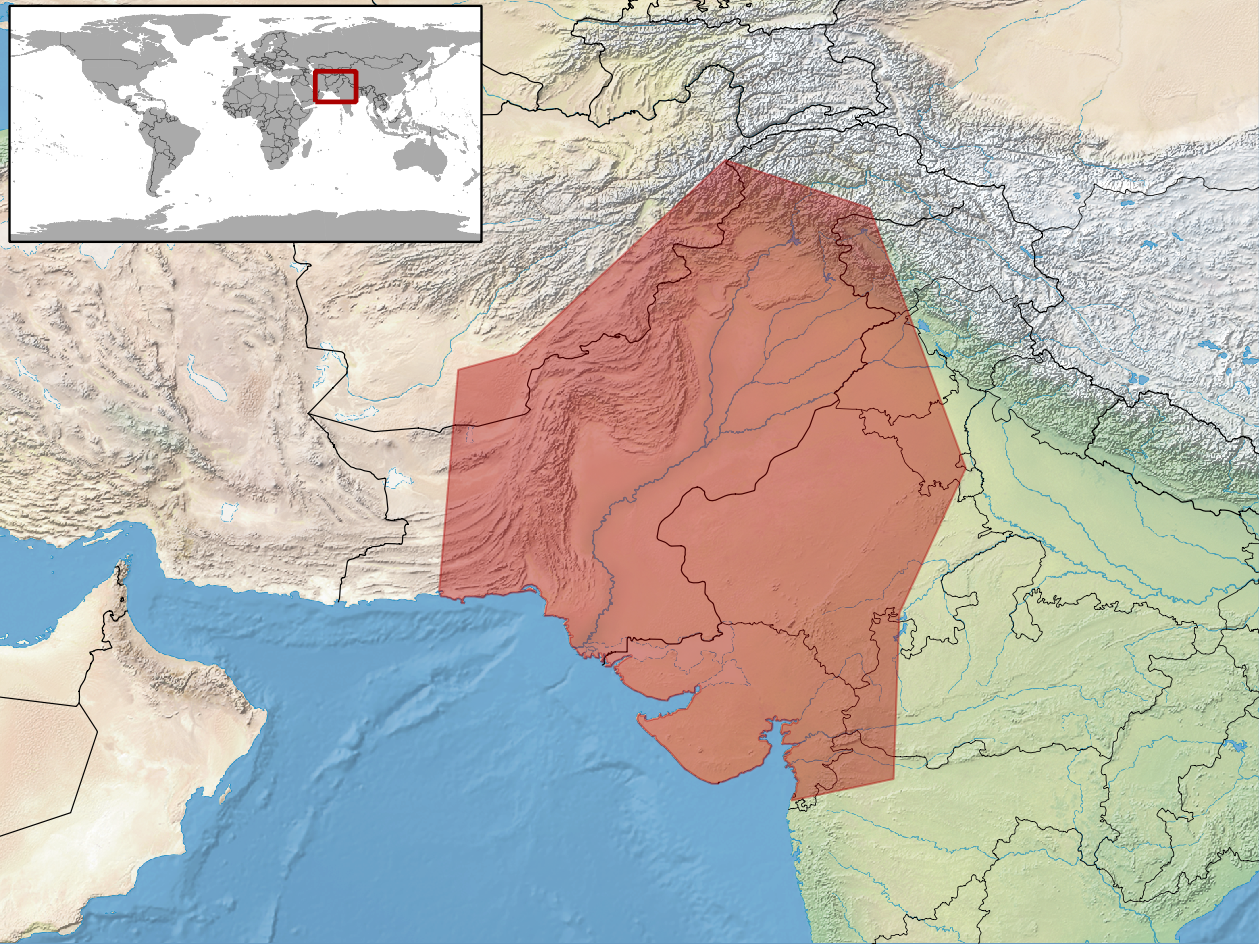
Verbreitungsgebiet

Das Verbreitungsgebiet des Leopardgeckos umfasst Ost-Afghanistan, Pakistan und Nordindien. Ein Fundort im südöstlichen Iran wurde seit vielen Jahrzehnten nicht mehr bestätigt. Die Tiere bewohnen trockene bis halbtrockene Steppengebiete.

## Ernährung
Leopardgeckos ernähren sich vornehmlich von Kleingetier aller Art, wie Käfern, Spinnen, Würmern, Maden, Larven und Hundertfüßern, aber auch Skorpionen und nestjungen Kleinsäugern, wie beispielsweise Mäusen. In Gefangenschaft werden meist Grillen, aber auch andere Insekten sowie junge Kleinsäuger verfüttert und fälschlicherweise selten auch pflanzliche Kost. Die Weibchen stellen kurz vor der Eiablage die Nahrungsaufnahme ein. Nach der Eiablage benötigen die Weibchen viel Energie und sollten, wenn sie als Haustier gehalten werden, besonders reichhaltig gefüttert werden. Hier eignen sich besonders kleine Mäuse.

## Fortpflanzung
Leopardgeckos erreichen mit 9 bis 12 Monaten die Geschlechtsreife. Die Paarungszeit beginnt meist kurz nach der Winterruhe. Die Eiablage erfolgt rund drei bis vier Wochen nach der Paarung. Das Gelege besteht meist aus zwei Eiern, kann aber auch nur eines sein und wird in weichen Bodengrund abgelegt. Es kann zu bis zu zehn Gelegen in einem Jahr kommen. Die Inkubationszeit richtet sich stark nach der Temperatur. Unter kontrollierten Umständen schlüpfen die Jungtiere nach 40 bis 65 Tagen. Die Bruttemperatur wirkt sich auch auf das Geschlecht der Jungtiere aus. Bei unter 26 °C schlüpfen meist nur Weibchen und bei über 31,5 °C meist nur Männchen. In der Natur erfolgt der Schlupf meist nach 90 bis 100 Tagen. Die Jungtiere sind 80 bis 85 Millimeter groß und wiegen 2–3 Gramm. Sie sind bräunlich bis ockerfarben gefärbt und weisen eine weißliche Bänderung auf. Ab dem achten Lebensmonat stellt sich die adulte Ausfärbung ein.

## Leopardgeckos als Heimtiere
Der Leopardgecko gehört zu den am häufigsten in Terrarien gehaltenen Reptilien. Der Großteil der Tiere dürfte mittlerweile aus Nachzuchten stammen, überwiegend mit Vorfahren aus Pakistan.
Es existieren zahlreiche Farbzüchtungen, die unter Bezeichnungen wie High Yellow (mit einer intensiven gelben Färbung) oder Albino (bei denen das für die Schwarzfärbung verantwortliche Pigment Melanin fehlt) gehandelt werden. Dabei haben sich bei einigen Farbformen durch Inzest und Überzüchtung Gendefekte ausgebildet. So neigen Tiere der Farbform Enigma aufgrund einer Schädigung am zentralen Nervensystem zum sogenannten Kreiseln (das Tier dreht sich teilweise minutenlang im Kreis) oder zeigen Symptome wie auf dem Rücken liegen und seitliches Drehen um die eigene Achse (Krokodilrolle) sobald sie Stress ausgesetzt sind. Weitere Symptome dieser Gendefekte sind Gleichgewichtsverlust (das Tier kippt einfach um), Hin-und-her-Schaukeln des Kopfes oder langes Starren an die Decke ohne ersichtlichen Grund. Auch besitzen solche Tiere übermäßig lichtempfindliche Augen, sodass sie sogar bei Dämmerlicht mit fast geschlossenen Augenlidern herumlaufen.